# Toutainville
Toutainville ist eine französische Gemeinde mit 1.280 Einwohnern (Stand: 1. Januar 2022) im Département Eure in der Region Normandie. Die Gemeinde gehört zum Kanton Pont-Audemer. Die Einwohner werden Toutainvillais genannt.

## Geografie
Toutainville liegt etwa 30 Kilometer südöstlich von Le Havre im Roumois an der Risle, die die Gemeinde im Nordosten begrenzt. Umgeben wird Toutainville von den Nachbargemeinden Saint-Sulpice-de-Grimbouville im Norden, Saint-Mards-de-Blacarville im Nordosten, Pont-Audemer im Osten und Südosten, Triqueville im Süden sowie Saint-Maclou im Westen.
Durch die Gemeinde führt die Autoroute A13.
| Jahr      | 1962 | 1968 | 1975 | 1982 | 1990 | 1999  | 2006  | 2013  |
| --------- | ---- | ---- | ---- | ---- | ---- | ----- | ----- | ----- |
| Einwohner | 716  | 764  | 971  | 909  | 960  | 1.013 | 1.102 | 1.304 |

## Sehenswürdigkeiten

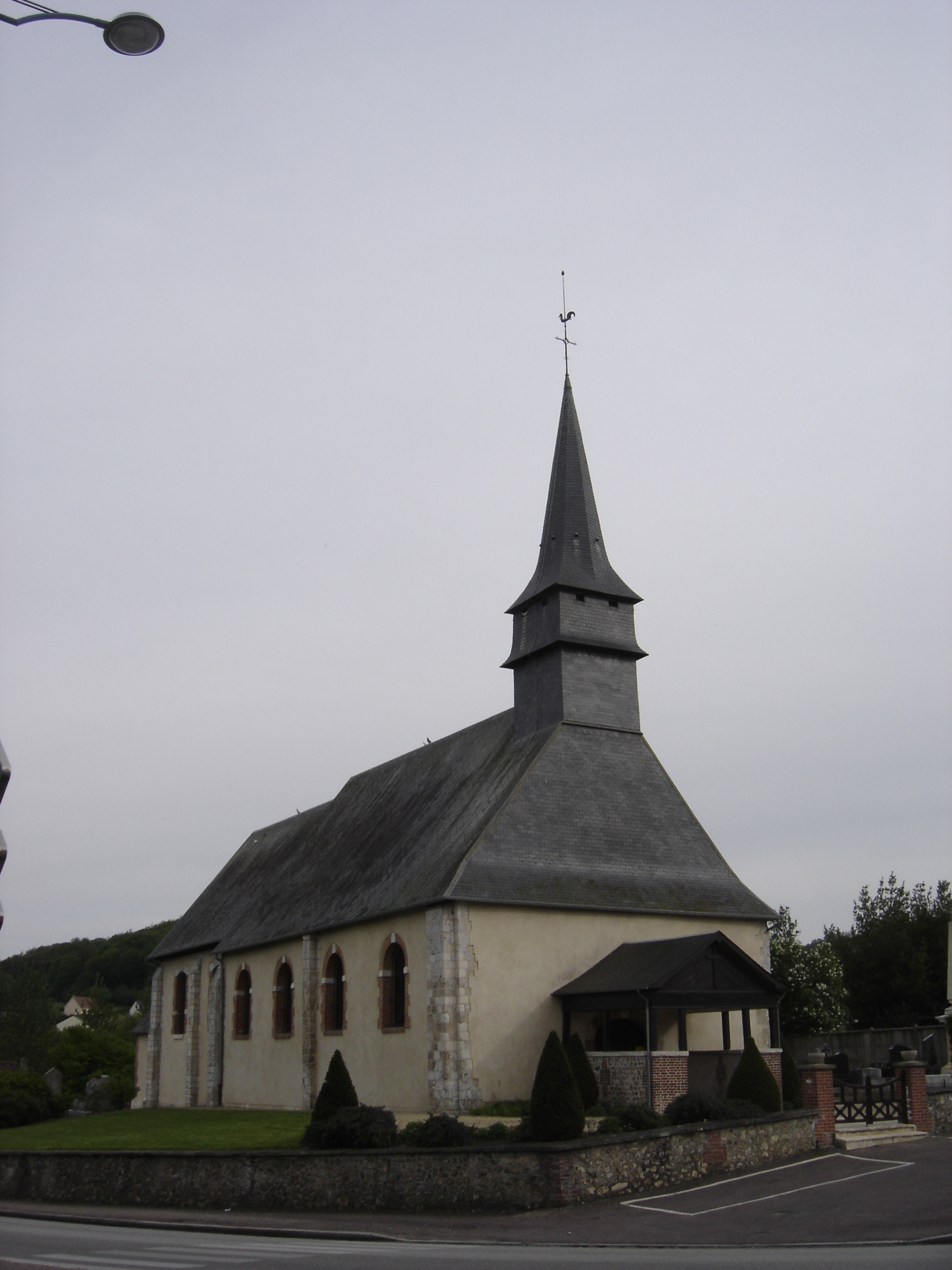
Kirche Saint-Martin

- Kirche Saint-Martin

## Persönlichkeiten
- Bruno Putzulu (* 1967), Schauspieler